# Prokop (pracovní tábor)
Trestanecký pracovní tábor Prokop, dříve Horní Slavkov, s krycím označením T, byl jedním z mnoha vězeňských táborů v oblasti, kde probíhala po druhé světové válce těžba uranu na Československém území (Jáchymov, Horní Slavkov a Příbram). Názvy těchto táborů byly většinou odvozovány od názvu dolů, na kterých byly vězni nuceni pracovat, a nebo podle názvu obcí, na jejichž katastrálním území byly zřízeny

## Historie
Po vzniku několika trestaneckých táborů v Jáchymově se začaly zřizovat podobné tábory i v oblasti Horního Slavkova, mezi nimi i Prokop, který byl zřízen 2. července 1949. Dále proběhlo rozšíření i na území Příbramska. Už od samého začátků se stal z táborů účinný nástroj teroru, a to i proti vlastnímu obyvatelstvu. Bylo tomu tak kvůli totalitnímu komunistickému režimu, jeho snahou bylo trestat otrockou prací takzvané „nepřátele lidově demokratického zřízení“, kteří mohli znamenat hrozbu. Pro obstarávání uranových dolů v oblasti trestaneckých pracovních táborů bylo kvůli nedostatku pracovních sil a stále se zvyšujícím zájmu Sovětského svazu o československý uran na výrobu jaderných zbraní uděláno rozhodnutí o využití vězňů jako pracovní síly pro těžbu. Nasazení vězeňské síly do práce znamenalo vysokou finanční úsporu. Prokop byl původně určen pro německé válečné zajatce. Hned po zřízení se stal nedobrovolným místem pobytu pro 250 nově příchozích odsouzenců, na počátku srpna zde ale už přebývalo minimálně 500 odsouzenců, tento počet se s časem stále zvyšoval. Prvním velitelem byl Josef Pytlík, ten však byl už po pár dnech odvolán z funkce, protože byl údajně pro tuto funkci nekompetentní. Ubytování v táboře bylo za dob jeho používání velice nedostatečné, odsouzení většinou museli po své směně čekat na uvolnění místa na spaní, které musel vždy uvolnit jiný, který právě směnu střídal. Proto se ve většině obytných prostor moc neudržoval pořádek a objevovalo se zahmyzení. V prosinci roku 1953 se tresty z tábora zabýval nižší vojenský soud. Příslušné autority však  postrádaly ochotu a zájem prošetřit táborové tyranie. Tábor byl definitivně zrušen až 14. května roku 1955.
Na místě zrušeného tábora Prokop stojí věznice Horní Slavkov.